# Atherimorpha corpulenta
Atherimorpha corpulenta är en tvåvingeart som beskrevs av Paramonov 1962. Atherimorpha corpulenta ingår i släktet Atherimorpha och familjen snäppflugor. Inga underarter finns listade i Catalogue of Life.